# Waregem
Waregem er en by i Flandern i det vestlige Belgien. Byen ligger i provinsen Vestflandern, ved bredden af floden Leie. Indbyggertallet er pr. 1. januar 2014 på 36.822, og byen har et areal på 44,34 km².